# ویزمور
شهر ویزمور (به آلمانی: Wiesmoor) در ایالت نیدرزاکسن در کشور آلمان واقع شده‌است.